# Oussouye (Département)

Département Oussouye in der Region Ziguinchor

Das Département Oussouye ist eines von 45 Départements, in die der Senegal, und eines von drei Départements, in die die Region Ziguinchor gegliedert ist. Es liegt in der „Basse (baja) Casamance“ im Südwesten des Senegal mit der Hauptstadt Oussouye. In diesem Département liegt die Urlaubsregion Cap Skirring mit dem internationalen Flughafen Cap Skirring. Auch das alte Zentrum von Carabane auf der Île de Carabane, das in die nationale Liste der historischen Monumente eingeschrieben ist, findet sich hier.
Das Département hat eine Fläche von 891 km² und gliedert sich wie folgt in Arrondissements, Kommunen (Communes) und Landgemeinden (Communautés rurales):
| Commune / Arrondissement | Communauté rurale   | Einwohner 2013 |
| Oussouye                 | —                   | 4 828          |
| Kabrousse                | Diembéring          | 20 924         |
| Kabrousse                | Santhiaba Manjacque | 2 991          |
| Loudia-Ouolof            | Mlomp               | 11 236         |
| Loudia-Ouolof            | Oukout              | 8 353          |
| Département              | —                   | 48 332         |

Die Communauté rurale Diembéring im Arrondissement Kabrousse umfasst das Gebiet an der Atlantikküste und damit auch die Siedlungen am Cap Skirring.